# Berit Frodi
Berit Marianne Frodi (Gotemburgo, 19 de abril de 1926-Provincia de Halland, 17 de julio de 2025) fue una actriz, cantante y directora sueca.

## Biografía
Frodi nació en Gotemburgo en 1926. Era hija de Roland Frodi (fallecido en 1975), armador, y de Vanja Dymling (fallecida en 1987). Sus hermanas menores, Barbro Frodi (fallecida en 2017), era productora de televisión e Ittla Frodi (fallecida en 2003) era actriz.
Comenzó su carrera escénica como estudiante solista en el coro de Storan en Gotemburgo en 1947 e ingresó en la escuela de alumnos del Teatro Municipal de Gotemburgo en 1950. Uno de sus papeles más destacados en el cine fue el de Lena Hagen en la película de drama y detectives Girl without a name (1954). La carrera de Frodi como actriz y cantante terminó cuando se casó con el director de orquesta Gunnar Staern. Ambos se conocieron en el teatro de la ciudad de Gävle en septiembre de 1957 y se casaron el 3 de febrero de 1960. Con el tiempo, ella emprendió una nueva carrera como directora, entre otras cosas. Durante la década de 1980, trabajó principalmente como profesora de teatro en las escuelas de estudiantes de Gotemburgo y como instructora por todo el país. Se retiró en 1991.

## Filmografía
- 1954 - Foreign Intrigue (telefilme)
- 1954 - Girl without a name
- 1958 – The Koster Waltz
- 1959 – Beautiful Susanna and the old men
- 1969 – Let's make an opera (ópera televisiva)